# Serena (film)
Serena is een Amerikaans-Franse dramafilm uit 2014, gebaseerd op de gelijknamige roman van de Amerikaanse auteur Ron Rash. De film die op 5 februari 2015 in Nederland in première ging, is geregisseerd door Susanne Bier en vertelt het verhaal over twee jonggehuwden (gespeeld door Jennifer Lawrence en Bradley Cooper die een houthandel runnen in het North Carolina van 1930.

## Verhaallijn
Tijdens de Grote Depressie proberen George Pemberton en zijn pasgetrouwde vrouw een toekomst op te bouwen in de houtindustrie. George, die niet onderdoet voor een doorsnee man, houdt toezicht op werknemers, jaagt op ratelslangen en redt zelfs het leven van een man. George probeert een droomleven op te bouwen, wat ingewikkelder wordt als hij erachter komt dat zijn vrouw geen kinderen kan krijgen.

## Rolverdeling
| Acteur            | Personage               |
| ----------------- | ----------------------- |
| Bradley Cooper    | George Pemberton        |
| Jennifer Lawrence | Serena Pemberton - Shaw |
| Rhys Ifans        | Galloway                |
| Toby Jones        | Sheriff McDowell        |
| Sam Reid          | Vaughn                  |
| David Dencik      | Buchanan                |
| Blake Ritson      | Löwenstein              |
| Ned Dennehy       | Ledbetter               |